# Françoise Giroud
Françoise Giroud (ur. 21 września 1916 w Lozannie, zm. 19 stycznia 2003 w Neuilly-sur-Seine) − francuska scenarzystka, pisarka, polityk, minister.

## Życiorys
Z powodu śmierci ojca, musiała przerwać studia i pójść do pracy. Po II wojnie światowej została – jako pierwsza kobieta w historii Francji – asystentką reżysera filmowego. Była autorką wielu scenariuszy. 
W 1946 została redaktorem naczelnym czasopisma „Elle”, natomiast w 1953 wraz z Jean-Jakiem Servan-Schreiberem założyła tygodnik „L'Express”, który prowadziła do 1974.. W okresie od 25 sierpnia 1976 do 29 marca 1977 była sekretarzem stanu (ministrem) ds. kultury w pierwszym gabinecie Raymonda Barre’a.
Françoise Giroud napisała m.in. biografię Marii Skłodowskiej-Curie (Une femme honorable, Paryż, 1981; wyd. pol. Maria Skłodowska-Curie, PIW, Warszawa, 1987).
Zasiadała w jury konkursu głównego na 43. MFF w Cannes (1990).